# Kvarteret Åke
Kvarteret Åke i Ronneby ingår i 1864 års rutnätsplan och stora delar av den ursprungliga bebyggelsen har ersatts med yngre hus. Under mitten av 1930-talet förnyades bebyggelsen i kvarteret längs Karlskronagatan då Rådhuskällaren uppfördes 1935 tillsammans med Post- och telegrafhus samt Biografhuset uppfört 1937. Den nya bebyggelsen i funktionalism (arkitektur) var högre än den tidigare trähusbebyggelsen. I bottenvåningen av Post- och telegrafhuset låg Sigurd Råbergs bilhandel som saluförde Ford. I kvarteret har delar av bebyggelsen reglerats i detaljplan med bevarandebestämmelser. Kvarteret genomgick en större förnyelse i slutet av 1980-talet och början av 1990-talet tillsammans med kvarteren Disa och Elsa. När bebyggelsen längs Kungsgatan revs och ersattes med postmodernism (arkitektur) bostadsbebyggelse.